# Cerastium verecundum
Cerastium verecundum är en nejlikväxtart som beskrevs av Pierfelice Ravenna. Cerastium verecundum ingår i släktet arvar, och familjen nejlikväxter. Inga underarter finns listade i Catalogue of Life.